# Лосиха (Косихинский район)
Лоси́ха — село в Косихинском районе Алтайского края. Административный центр Лосихинского сельсовета.

## География
Село находится в восточной части района, на берегах реки Лосиха. Абсолютная высота — 241 м над уровнем моря.

## История
Основано в 1751 году. В 1926 году в селе имелось 464 хозяйства и проживало 2209 человек (1064 мужчины и 1145 женщин). В национальном составе населения того периода преобладали русские. Действовали школа семилетка, кредитное товарищество, изба-читальня, библиотека, фельдшерский пункт и лавка общества потребителей. В административном отношении являлось центром Лосихинского сельсовета Косихинского района Барнаульского округа Сибирского края.

## Население
| 1997 | 1998  | 1999  | 2000  | 2001  | 2002  | 2003  | 2004  | 2005 | 2006 |
| ---- | ----- | ----- | ----- | ----- | ----- | ----- | ----- | ---- | ---- |
| 1239 | ↘1217 | ↘1202 | ↘1189 | ↘1149 | ↘1129 | ↘1090 | ↘1008 | ↘921 | ↘901 |
| 2007 | 2008  | 2009  | 2010  | 2011  | 2012  | 2013  |       |      |      |
| ↘884 | ↘828  | ↗868  | ↘845  | ↘844  | ↘812  | ↘763  |       |      |      |

### Национальный состав
Согласно результатам переписи 2002 года, в национальной структуре населения русские составляли 90 %.